# 時鐘 (iOS)
时钟是iOS上的一款時間應用程序，自IPhone OS 1起就是IPhone的系統預安裝應用程序，自IOS 6起同時成為IPad的系統預安裝應用程序。 